# Болеслав IV Варшавський
Болеслав IV Варшавський (бл. 1421 — 10 вересня 1454) — князь Варшавський і Підляський в 1429—1454 роках.

## Біографія
Походив з роду Мазовецьких П'ястів. Син Болеслава Янушовича та ратненської князівни Анни Федорівни з династії Гедиміновичів. Народився близько 1421 року. У 1424 році втратив батька, а 1427 року — старший брат Конрад У 1429 році після смерті діда Януша I стає князем Варшавським і Підляським. Через малий вік до 1436 року правління здійснювала його мати. Остання від імені Варшавського князівства надала військову підтримку Польщі у війні з Тевтонським орденом у 1431—1435 роках.
Долучився до інтриг при польському дворі. У 1436 році Болеслав IV рішуче підтримав партію на чолі з краківським єпископом Збігневом Олесницьким. 1438 року став членом Новокорчинської конфедерації, що мала антигуситську спрямованість. разом з тим не брав участь у битві під Ґротниками, де польські гусити на чолі із Спитком III.
У 1440 році надав допомогу свояку Михайлу Сигізмундовичу у боротьбі за трон великого князівства Литовського. 1444 року вступив у відкрите протистояння з великим князем литовським Казимиром Ягеллончиком. Втім вже того ж року литовський воєвода Ян Гаштольд з військом захопив усе Підляшшя. Після поразки у 1446 році Болеслав IV Варшавський за грошову компенсацію в 6 тис. коп грошей празьких відмовився від Підляшшя на користь Великого князівства Литовського.
Водночас Болеслава IV висунуто претендентом на трон, оскільки польський король Владислав III загинув у битві під Варною. У червні того ж року на з'їзді в Пйотркув-Трибунальському переміг іншого претендента Фрідріха II, курфюрста Бранденбургу й був обраний новим королем Польщі, але не зміг зайняти трон через дії великого князя литовського Казимира, який рушив на Краків. У 1447 році князь варшавський Болеслав IV приніс васальну присягу на вірність новому польському королю Казимиру IV Ягеллончику. В наступні роки на замовлення князя Варшавського Свентослав з Войтицина зробився переклад польською мовою латиномовних Статутів Казимира Великого і Владислава II.
У 1453 році знову висунув претензії на Підляшшя, намагаючись використати складне становища короля Польщі, що готувався до нової війни з Тевтонським орденом. До того ж Казимир IV вступив у протистояння з частиною польської та волинської шляхти. Втім Болеслав IV не досяг бажаного, йому було відмовлено в отриманні Підляського князівства.
Помер 1454 року в Опіноґурі. Його було поховано у колегіальній церкві св. Яна у Варшаві. Володіння розділено між синами.

## Родина
Дружина — Барбара, донька Олелька Володимировича, князя київського. 
Діти:
- Болеслав (1445 — до 1453)
- Януш (бл. 1446 — до 1454)
- Конрад (1447/1448 — 1503), князь мазовецький
- Болеслав (бл. 1448—1452)
- Казимир (1448/1449 — 1480), князь плоцький і візненський
- Януш (1450/1453 — 1454/1455)
- Анна (бл. 1450/1453 — 1477/1480), дружина Пшемислава II, князя тешинського
- Софія (бл. 1452/1454 — після 1454)
- Болеслав (бл. 1453—1488), князь варшавський
- Януш (бл. 1455—1495), князь цеханувський і плоцький